# 11363 Vives
A 11363 Vives (ideiglenes jelöléssel 1998 EB12) a Naprendszer kisbolygóövében található aszteroida. Eric Walter Elst fedezte fel 1998. március 1-én.